# Lippisch P.13a
Lippisch P.13a, P.13b y P.12 fueron el desarrollo del proyecto para construir un avión interceptor con ala en delta y propulsado con un estatorreactor, diseñado por el ingeniero aeronáutico Alexander Lippisch para la Luftwaffe alemana a finales de 1944 durante el final de la Segunda Guerra Mundial. Formaba parte del conjunto de armas revolucionarias anunciadas como milagrosas (Wunderwaffe) con el fin cambiar el curso y terminar la guerra.
Las versiones P.12 y P.13a no tenían armamento y confiaban en sus alas reforzadas para derrotar al oponente mediante una embestida o choque directo contra este. El modelo P.13a, debido a la escasez de recursos y combustibles en los últimos años de la guerra, sería alimentado por carbón y su fuselaje sería construido con madera. Los modelos P.13a y P.13.b utilizarían como combustible carbón. El Lippisch DM-1 era un planeador de tamaño completo, volado para probar la aerodinámica a baja velocidad de los modelos P.12 y P.13a. La serie de diseño P.13a y P.13b, no estaba relacionada con la anterior proyecto de bombardero llamado P.13, también diseñado por la oficina de diseño Lippisch de la empresa Messerschmitt. La aeronave jamás pasó de la etapa de diseño, pero las pruebas de las maquetas en el túnel de viento, mostraron que el diseño era muy estable en vuelo, pudiendo mantener velocidades teóricas de hasta 1650 kilómetros por hora.
Después de la guerra, Lippisch, siguió trabajando con el fabricante de aeronaves estadounidense Convair, desarrolló y probó el XF-92 basado en sus diseños, conduciendo al posterior desarrollo del F-102 Delta Dagger y su sucesor, el F-106 Delta Dart.

## Diseño y desarrollo

### Estudios iniciales
Durante 1942, Alexander Lippisch en la Luftfahrtforschungsanstalt Wien (LFW - Instituto de Investigación Aeronáutica de Viena) en Viena, propuso el desarrollo de un avión con configuración en ala delta con posibilidad de volar a velocidad supersónica, mientras todavía trabajaba en la construcción del Messerschmitt Me 163, un avión de combate propulsado por un cohete. Para ello, basado en su trabajo en el bombardero Lippisch P.11, empezó a trabajar en el nuevo bombardero Lippisch Delta VI, entre 1943 y principios de 1944, un avión con configuración en ala delta y propulsado por un estatorreactor. Como caza interceptor, alcanzaría velocidades supersónicas pero no llevaría armamento. En cambio, su fuselaje estaría fuertemente reforzado para de esta manera golpear o impactar a su oponente y así poder derribarlo. La idea era crear un avión de un solo uso, desechable, con el piloto abandonando el avión al final de la misión. Más tarde se agregó un patín de aterrizaje para poder aterrizar y volver a utilizar el avión. Para poder operar el estatorreactor, necesitaba obtener una entrada de aire a una velocidad alta, por lo que necesitaba un empuje inicial mediante un sistema de catapulta, utilizando cohetes impulsores. El diseño inicial, llamado P.12, utilizaba combustible líquido. Sin embargo, en el desarrollo posterior, el P.13, se cambió a un combustible sólido para volar a alta velocidad pero en vuelos de corta duración.

### P.12
El P.12 nunca se definió por completo, pero comprendía estudios de muchas variaciones. Un modelo mostraba una configuración típica que comprendía un ala volante delta muy inclinada con una entrada de aire saliente, un dosel de cabina elevado y una única aleta trasera. En las alas se ubicaban pequeños dispositivos de punta alar u "orejas" hacia abajo. La sección central del ala era hueca, con conductos de aire a ambos lados de la cabina que conducían a una gran cavidad donde se encontraba el estatorreactor. El motor se alimentaba a través de una boquilla ancha con aletas de control arriba y abajo. Las variaciones posteriores incluyeron una aleta de cola gruesa casi tan grande como un ala y con su sección delantera donde se encontraba la cabina del piloto, ahora completamente elevada sobre el ala, y / o un estatorreactor central tubular.

### P.13a

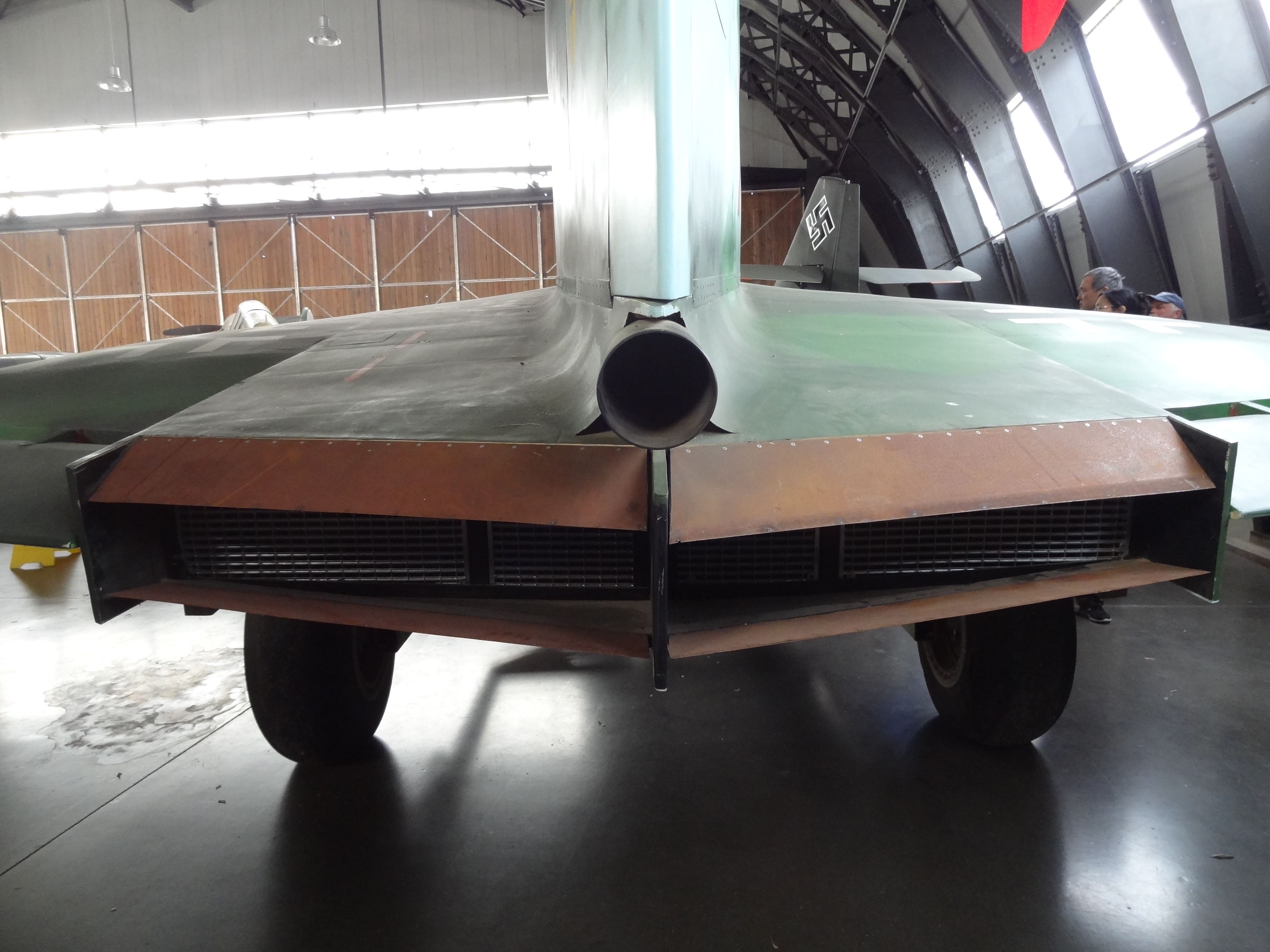
Detalle de la tobera de gases de escape del estatorreactor del Lippisch P.13a de una réplica en el museo de aviación militar de Virginia.

El P.13 propulsado por combustible sólido fue uno de varios estudios de diseño distintos de Lippisch que se designaron de esa manera y la primera versión se identificó como P.13a. Sufrió las mismas variaciones de forma que el P.12, y se presentó en un diseño con la ala grande, la cabina elevada integrada en el fuselaje, y con un patín de aterrizaje articulado. El borde de salida del ala está ligeramente inclinado hacia adelante y las aletas en la punta de los planos hacia abajo del P.11 se han descartado. Las secciones exteriores del ala se podrían plegar hacia arriba para su transporte por ferrocarril. El fuselaje estaría construido fundamentalmente en madera, madera contrachapada y acero, por la falta de recursos y abaratar los costes de producción. Se probó en túnel de viento una variante con un plano frontal de canard rectangular. 
Para el despegue contaba con un pequeño motor cohete de combustible líquido, situado en el timón de cola, sobre la tobera del estatorreactor. Este avión carecía de tren de aterrizaje, por lo que despegaría utilizando un carrito con forma de triciclo, que se desprendía nada más despegar, de forma similar al Messerschmitt Me 163. Para aterrizar, contaba con un gran patín ventral. La cabina de piloto estaba situada en la estructura que era a la vez fuselaje y timón de cola.
Había dudas respecto al éxito de poder resultar efectivo el ataque mediante el impacto o embestida con un fuselaje reforzado y hay indicios de que se estudió instalar armamento convencional. El armamento propuesto, probablemente en las alas, podría estar formado por cañones MG 151 de 20 mm, MK 108 de 30mm, o versiones más potentes como el cañón MG 213 de 20 mm, el cañón experimental SG 500 Jagdfaust o el misil aire-aire R4M.
Como los combustibles convencionales escaseaban a finales de 1944, Lippisch propuso que el estatorreactor modelo Kronach Lorin del P.13a estuviera alimentado con carbón. Lippisch pronto llegó a la conclusión de que esto podría ser incluso más efectivo que el combustible líquido, ya que la ubicación de la combustión se podía controlar con mayor precisión. Inicialmente, se propuso emplear una canasta de malla de alambre como contenedor de gránulos de lignito -un carbón mineral- de tamaño uniforme, colocados en la región inferior al flujo de aire interno. La entrada de aire, de forma circular, estaría situada en el morro del avión, sobresaliendo de él. La tobera del reactor tendría forma de una gran ranura horizontal. 

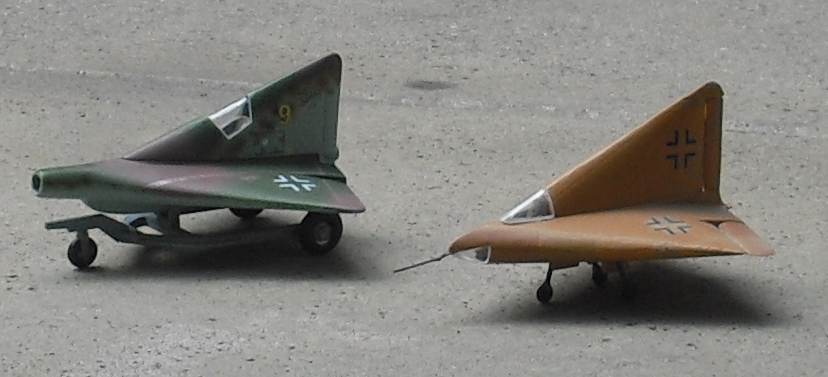
Maquetas del Lippisch P.13a (izquierda) y del planeador DM-1 (derecha).

El carbón en combustión desprendía gas monóxido de carbono (CO) que se mezclaría y quemaría a alta presión con el flujo de aire superior aguas abajo. Sin embargo el sistema resultó ineficaz. Para reemplazarlo, se desarrolló una canasta circular giratoria, que gira sobre un eje vertical a 60 vueltas por minuto. Para mejorar la eficiencia termodinámica, el aire de escape caliente se mezclaría con aire de derivación más frío, antes de ser expulsado por la tobera propulsando así el avión. La autonomía estimada era de hasta 45 minutos de vuelo. 
Otros combustibles considerados prometedores, debido a su capacidad para generar vapores inflamables, incluyeron el carbón bituminoso o la madera de pino empapada con calor en aceite o parafina. Un quemador y un tambor fueron construidos y probados con éxito en Viena.[cita requerida]

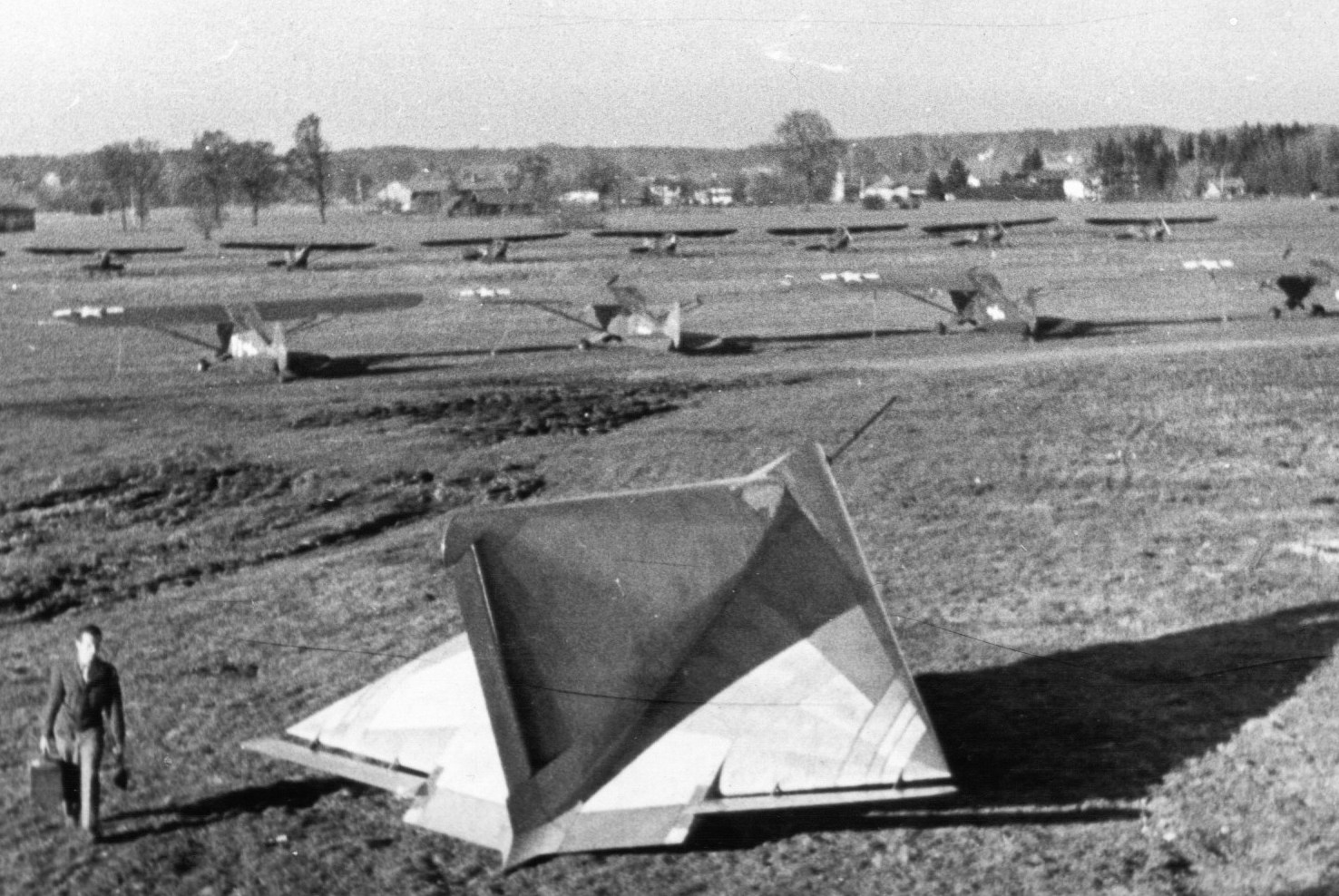
Prototipo del DM-1 en Viena, después de la guerra. Cuando fue capturado por las tropas estadounidenses aún no estaba finalizado.

### Estudios de planeadores y el DM-1
Un modelo a escala de la configuración P.12 y P.13 se probó con éxito en 1944 en el aeródromo de Spitzerberg, cerca de Viena, en Austria. El P.13a había llegado a una etapa en la que serían posibles las pruebas aerodinámicas a gran escala. Para las pruebas fue construido un planeador, con el nombre de DM-1 (Darmstadt-Munich modelo 1), con el mismo diseño general y 6,7 metros de envergadura, pero con la entrada y la tobera carenada. Sin embargo, Lippisch mostró poco interés; habiendo dejado atrás el diseño, puso en marcha el proyecto del planeador sólo para evitar que los estudiantes de las universidades de Darmstadt y Múnich se vieran envueltos en una guerra perdida ya para entonces.
El DM-1 no estaba terminado cuando fue capturado cuando llegaron las tropas de Estados Unidos. Los estadounidenses ordenaron al equipo de Lippisch que completara el planeador, y luego fue enviado a los Estados Unidos donde fue probado en vuelo. Según el Comité Asesor Nacional de Aeronáutica (NACA), los resultados fueron positivos y las lecciones aprendidas se incorporaron a los aviones de investigación de la agencia gubernamental sucesora, la Administración Nacional de Aeronáutica y el Espacio (NASA) durante la década de los años cincuenta en adelante. 

### P.13b

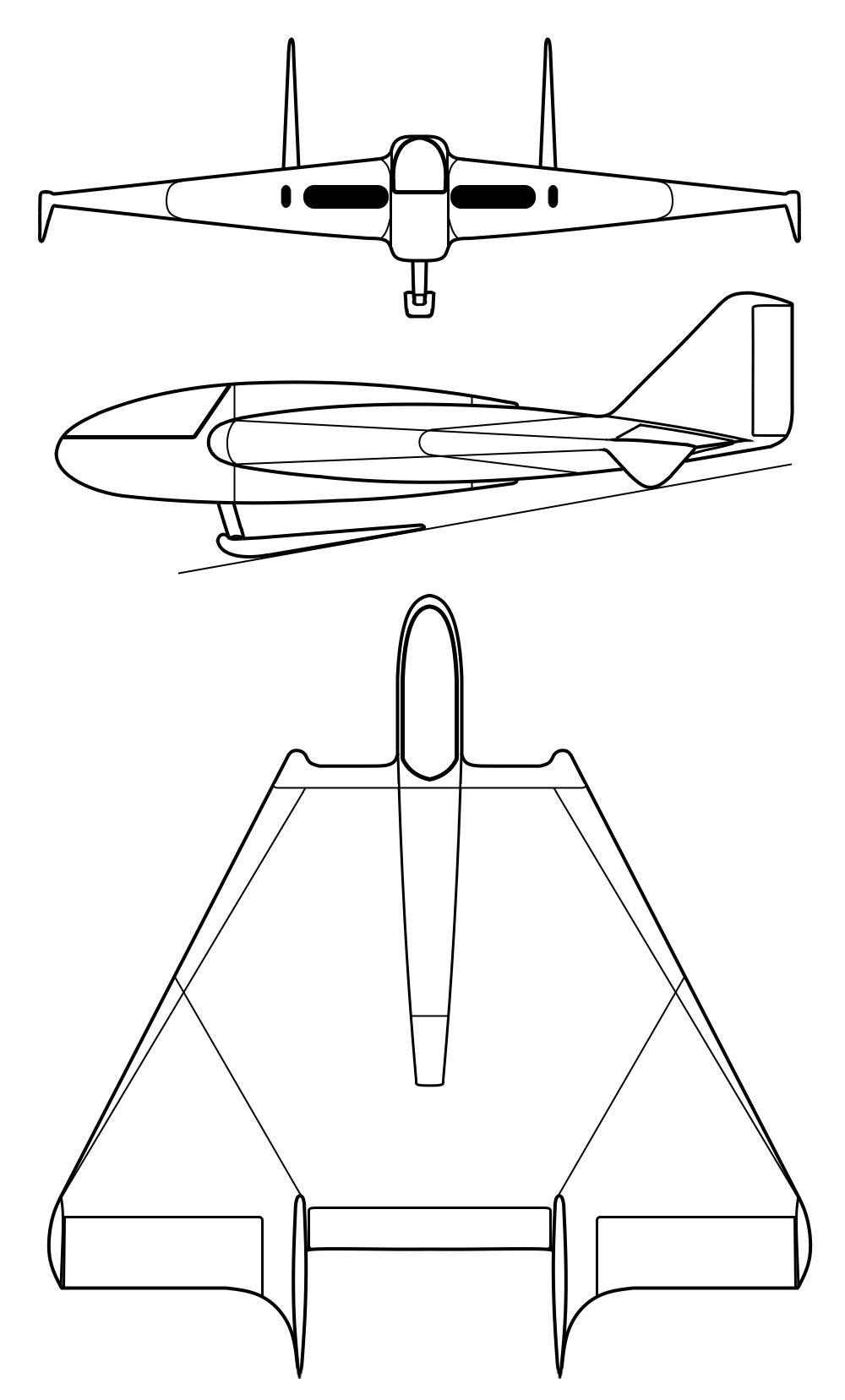
Lippisch P.13b, a diferencia del diseño del P.13a, se observa a simple vista como la cabina se aloja en una posición más tradicional, tiene un doble timón en la cola y doble entrada de aire para el estatorreactor.

Antes de que comenzara la construcción del planeador DM-1, en diciembre de 1944, la atención de Lippisch se trasladó a un diseño revisado similar en algunos aspectos al anterior bombardero P.11, pero manteniendo el diseño del ángulo en flecha y el estatorreactor de combustible sólido con quemador giratorio del P.13a. El ala era esencialmente la del P.12 y P.13a, pero más grande con 6,9 metros de envergadura y las entradas de aire divididas en la parte delantera. Al igual que el P.11, tenía una cabina más convencional y un timón con pequeñas aletas traseras gemelas a cada lado de una sección central insertada en el borde de salida del ala recta. El patín de aterrizaje se desplazó más hacia atrás y se refinó, con las dos pequeñas aletas inclinadas hacia abajo del P.12 en las puntas de las alas que servían como parachoques de los estabilizadores al aterrizar.
Las pruebas en el túnel de viento acababan de comenzar cuando las fuerzas de la Unión Soviética llegaron a Viena y Lippisch emigró a Estados Unidos. 

### Un estatoreactor alimentado por carbón
Como había escasez de combustibles convencionales a finales de 1944 por el rumbo de la guerra, Lippisch propuso que este avión fuese alimentado por carbón. Inicialmente, se propuso que una cesta de malla de alambre, montada detrás de la toma de aire contuviera el carbón. El carbón se encendería mediante un quemador de gas. Después de las pruebas en el túnel del viento del estatorreactor y la cesta de carbón, se incorporaron modificaciones para proporcionar una combustión más eficiente.
El carbón usado como combustible tendría forma de pequeños gránulos en lugar de grumos irregulares. La cesta se sustituyó por un tambor de malla que gira sobre un eje vertical a 60 revoluciones por minuto. El quemador, que funcionaba con gas butano, prendería fuego en la cesta una vez que el p.13a alcanzase su velocidad de funcionamiento (por encima de 320 kmh, ya que los estatorreactores necesitan alcanzar cierta velocidad para comenzar a funcionar), ya sea mediante el uso del motor cohete para el despegue o por ser remolcado por otro avión.
El aire procedente del estatorreactor, con los humos de la combustión del carbón, se dirigiría hacia la parte trasera, donde se mezclarían a alta presión con aire limpio tomado de un conducto separado. La mezcla resultante de gas sería entonces dirigida por la tobera, propulsando el avión. Un quemador y un tambor fueron construidos y probados con éxito en Viena por el equipo de diseño antes del final de la guerra.

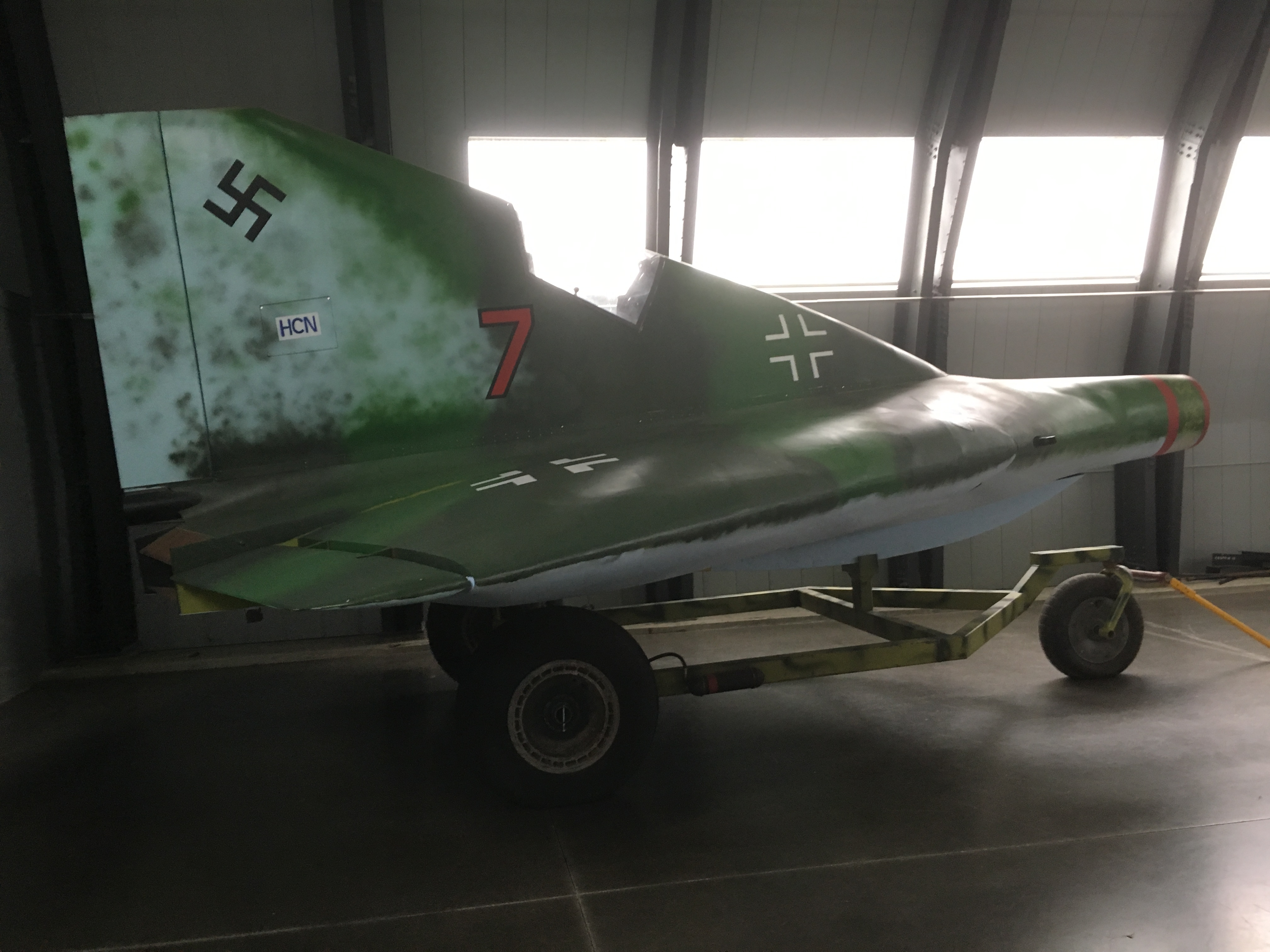
Réplica del P.13a en el museo de aviación militar de Virginia

## Especificaciones (P.13a, según su diseño)

### Características generales
- Tripulación: 1 piloto
- Longitud: 6,7 m30 hectáreas
- Envergadura: 6 m
- Altura: 3,25 m
- Superficie alar: 20 m²
- Peso cargado: 2.295 kg
- Planta motriz: 1× Estatorreactor de quema de carbón Kronach Lorin.

### Rendimiento
- Velocidad máxima operativa (Vno): 1.650 km/h
- Alcance: 1000 km
- Carga alar: 115 kg/m²

### Desarrollos relacionados
- Lippisch DM.1
- Lippisch P.13b
- Convair XF-92
- Payen Pa-49 Katy

### Aeronaves experimentales de ala delta similares
- Avro 707
- Boulton Paul P.111
- Fairey Delta 1
- Handley Page HP.115
- Saab 210
- Yakovlev Yak-1000